# Leptogenys moelleri
Leptogenys moelleri é uma espécie de formiga do gênero Leptogenys, pertencente à subfamília Ponerinae.